# Ibrahim Abdoulayé
Ibrahim Abdoulayé (n. 25 iulie 1986 în Lomé, Togo) este un jucător de fotbal togolez, care evoluează la echipa Dynamic Togolais pe postul de atacant. În perioada junioratului, a făcut parte din loturile echipelor Chelsea Londra și Manchester United.